# Niiza
Niiza (新座市, Niiza-shi) est une ville située dans la préfecture de Saitama, au Japon.

## Géographie

### Situation
Niiza est située dans le sud-est de la préfecture de Saitama.

### Démographie
En 2010, la population de Niiza était de 159 741 habitants répartis sur une superficie de 22,78 km2. En avril 2022, la population était de 165 741 habitants.

## Histoire
La ville moderne de Niiza a été créée le 1er novembre 1970 de la fusion du bourg d'Owada avec le village de Katayama.

## Culture locale et patrimoine
- Heirin-ji

## Éducation
- Université d'Atomi

## Transports
La ville est desservie par la ligne Musashino de la JR East et la ligne Tōjō de la Tōbu.

## Symboles municipaux
Les symboles municipaux de Niiza sont l'érable et le magnolia de Kobé.

## Jumelages
Niiza est jumelée avec :
- Jyväskylä (Finlande) depuis 1997
- Nasushiobara (Japon) depuis 2000
- Tōkamachi (Japon) depuis 2002
- Jiyuan (Chine) depuis 2002
- Neuruppin (Allemagne) depuis 2003